# Batavia, Illinois
Batavia là một thành phố thuộc quận Kane, tiểu bang Illinois, Hoa Kỳ. Năm 2010, dân số của thành phố này là 26045 người.

## Dân số
Dân số qua các năm:
- Năm 2000: 23866 người.
- Năm 2010: 26045 người.